# 969
Раннє Середньовіччя •  Епоха вікінгів •  Золота доба ісламу •  Реконкіста

## Геополітична ситуація
Василевсом Візантії став Іоанн Цимісхій. Оттон I Великий править у Священній Римській імперії.
Західним Франкським королівством править, принаймні формально, Лотар.
Апеннінський півострів розділений між численними державами: північ належить Священній Римській імперії, середню частину займає Папська область, на південь від Римської області лежать невеликі незалежні герцогства, деякі області на півночі та на півдні належать Візантії, інші окупували сарацини. Південь Піренейського півострова займає Кордовський халіфат, у якому править Аль-Хакам II. Північну частину півострова займають королівство Астурія і королівство Галісія та королівство Леон, де править Раміро III.
Королівство Англія очолює Едгар Мирний.
У Київській Русі триває правління Святослава Ігоровича. У Польщі править Мешко I, Перше Болгарське царство очолив цар Борис II. У Хорватії король Степан Држислав. Великим князем мадярів був Такшонь.
Аббасидський халіфат очолює аль-Муті, в Іфрикії владу утримують Фатіміди, в Середній Азії — Саманіди. У Китаї розпочалося правління династії Сун. Значними державами Індії є Пала, держава Раштракутів, Пратіхара, Чола. В Японії триває період Хей'ан.

## Події
- Після смерті матері, княгині Ольги, київський князь Святослав Ігорович став єдиним правителем в Київській Русі.
- Святослав узяв останню столицю Хозарського каганату Ітиль. Хозарський каганат припинив існування.
- Після поразки від київського князя Святослава болгарський цар Петро I зрікся престолу на користь Бориса II. Цар Борис почав своє правління під опікою Святослава. Для Візантії виникла загроза з боку об'єднаної русько-болгарської держави.
- У Візантії відбувся переворот. Убивши Никифора II Фоку, василевсом став Іоанн Цимісхій.
- Візантійські війська відбили в арабів Антіохію.
- Фатіміди захопили Єгипет і перенесли свою столицю у Фустат. Цей рік вважається датою заснування Каїра.
- Королем Хорватії став Степан Држислав.

## Померли
- Ольга (11 липня) київська княгиня, дружина князя Ігоря та мати князя Святослава.